# Stadtwerke Weißenfels

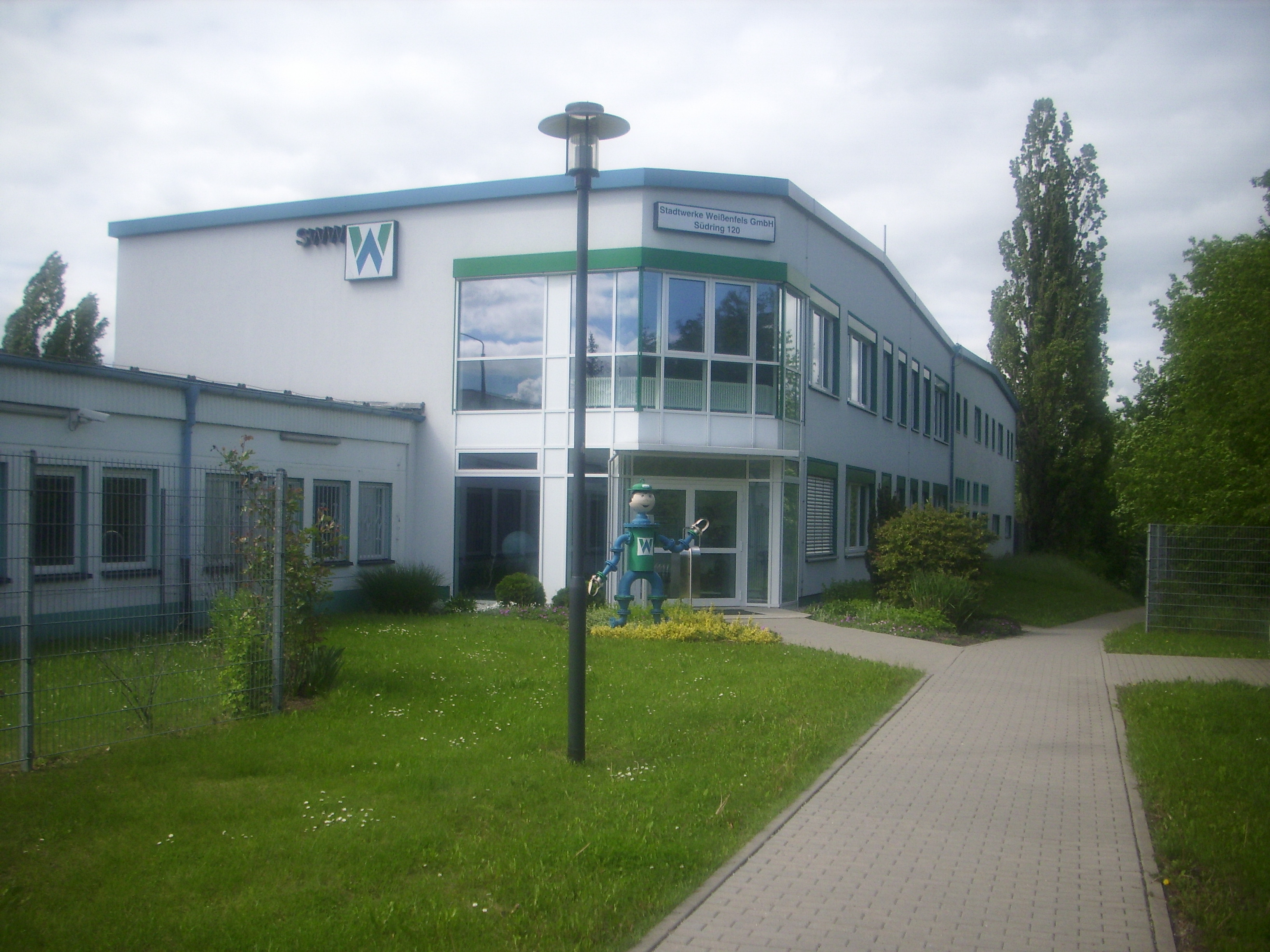
Zentrale der Stadtwerke Weißenfels

Die Stadtwerke Weißenfels GmbH (SWW) ist ein kommunales Unternehmen im Bereich der Energie- und Wasserversorgung.
Es befindet sich mehrheitlich (50 Prozent) im Eigentum der Stadt Weißenfels. Weitere Gesellschafteranteile halten die Gelsenwasser AG (24,5 Prozent), die Envia Mitteldeutsche Energie AG (24,5 Prozent) und die Stadtwerke Ludwigsburg-Kornwestheim GmbH (1 Prozent).
Die Stadtwerke Weißenfels GmbH wurde am 17. Juli 1991 neu gegründet. Geschäftsführer der Stadtwerke Weißenfels GmbH ist seit 2018 Lars Meinhardt.